# Stillingia parvifolia
Stillingia parvifolia là một loài thực vật có hoa trong họ Đại kích. Loài này được Sánchez Vega, Sagást. & Huft miêu tả khoa học đầu tiên năm 1988 publ. 1989.